# سفارة كرواتيا في السويد
سفارة كرواتيا في السويد هي أرفع تمثيل دبلوماسي لدولة كرواتيا لدى السويد. تقع السفارة في ستوكهولم وهي تهدف لتعزيز المصالح الكرواتية في السويد.

## وصلات خارجية
- قائمة سفارات كرواتيا
- قائمة السفارات في السويد